# Country blues
Country blues (também chamado de folk blues, rural blues, backwoods blues, ou Texas blues), refere-se ao Blues feito acusticamente. Após seu surgimento no sul dos Estados Unidos, o blues se alastrou rapidamente por todo o país, dando origem a uma série de estilos regionais. Estes incluem Memphis, Detroit, Chicago, Texas, Piedmont, Louisiana, Western, Atlanta, St. Louis, East Coast, Swamp, New Orleans, Delta e Kansas City Blues.

## Músicos Country blues
- Blind Blake
- Son House
- Frank Hutchison
- Charley Patton
- Leadbelly
- Tommy Johnson
- Lonnie Johnson
- Robert Johnson
- Blind Lemon Jefferson
- Blind Willie Johnson
- Blind Willie McTell
- Sleepy John Estes
- Fred McDowell
- Karen Neumann
- Robert Pete Williams
- Skip James
- Bukka White
- Barbecue Bob
- Kokomo Arnold
- Mississippi John Hurt
- Elizabeth Cotten
- Reverend Gary Davis
- Furry Lewis
- Big Bill Broonzy
- Blind Boy Fuller
- Brownie McGhee
- Robert Belfour
- Foghat
- Stevie Ray Vaughan
- Mountain
- Blue Oyster Cult
- Lynyrd Skynyrd
- Allman Brothers Band
- ZZ Top
- Cyndi Lauper